# Municipio de North Morgan
El municipio de North Morgan (en inglés: North Morgan Township) es un municipio ubicado en el condado de Dade en el estado estadounidense de Misuri. En el año 2010 tenía una población de 211 habitantes y una densidad poblacional de 3,36 personas por km².

## Geografía
El municipio de North Morgan se encuentra ubicado en las coordenadas 37°32′40″N 93°40′20″O / 37.54444, -93.67222. Según la Oficina del Censo de los Estados Unidos, el municipio tiene una superficie total de 62.74 km², de la cual 53,72 km² corresponden a tierra firme y (14,38 %) 9,02 km² es agua.

## Demografía
Según el censo de 2010, había 211 personas residiendo en el municipio de North Morgan. La densidad de población era de 3,36 hab./km². De los 211 habitantes, el municipio de North Morgan estaba compuesto por el 97,16 % blancos, el 0,47 % eran asiáticos y el 2,37 % eran de una mezcla de razas. Del total de la población el 0 % eran hispanos o latinos de cualquier raza.